# Celebrate (chanson de Mika)
Pour les articles homonymes, voir Celebrate.
Singles de Mika
Elle me dit
(2011) Underwater
(2012)
Singles par Pharrell Williams
Here Ye, Hear Ye
(2011) Blurred Lines
(2013)
Celebrate est une chanson du chanteur et auteur-compositeur de pop britannique d'origine libanaise Mika en collaboration avec le rappeur américain Pharrell Williams sortie le 15 juin 2012. 1er single extrait de l'album The Origin of Love (2012), la chanson est écrite par Pharrell Williams, Mika et Ben Garrett. Celebrate est produite par Peter Hayes et Nick Littlemore. La chanson est de style dance-pop qui incorpore des éléments de synthpop et de disco.
Le message de la chanson est clair - il veut que le monde entier fasse la fête. La chanson a reçu des critiques musicales généralement favorables. Certains ont parlé de « grande chanson d'été » et Pharell Williams loué pour donner une autre dimension à la voix de Mika. Cependant, certaines critiques rejettent le rythme de la chanson. La chanson se classe dans les pays francophone en Belgique (Wallonie et Flandre) et en France.

## Classement hebdomadaire
| Classement (2011-2012)                 | Meilleure position |
| -------------------------------------- | ------------------ |
| Belgique (Flandre Ultratop 50 Singles) | 1                  |
| Belgique (Wallonie Ultratip 50)        | 2                  |
| Croatie (Airplay Radio Chart)          | 32                 |
| France (SNEP)                          | 76                 |
| France (Airplay)                       | 32                 |
| Italie (FIMI)                          | 3                  |
| Pays-Bas (Single Top 100)              | 93                 |